# ISO 3166-2:FJ
ISO 3166-2:FJ è uno standard ISO che definisce i codici geografici delle suddivisioni di Figi; è un sottogruppo dello standard ISO 3166-2.
I codici sono assegnati alle quattro divisioni e alla dipendenza di Rotuma e alle 14 province; sono formati da FJ- (sigla ISO 3166-1 alpha-2 dello Stato), seguito da una lettera mentre per le prime e da due cifre per le seconde.

## Codici

### Divisioni e dipendenza
| Codice | Divisione   | Tipo       |
| ------ | ----------- | ---------- |
| FJ-C   | Centrale    | divisione  |
| FJ-E   | Orientale   | divisione  |
| FJ-N   | Nord        | divisione  |
| FJ-W   | Occidentale | divisione  |
| FJ-R   | Rotuma      | dipendenza |

### Province
| Codice | Provincia      | Divisione   |
| ------ | -------------- | ----------- |
| FJ-01  | Ba             | Occidentale |
| FJ-02  | Bua            | Nord        |
| FJ-03  | Cakaudrove     | Nord        |
| FJ-04  | Kadavu         | Orientale   |
| FJ-05  | Lau            | Orientale   |
| FJ-06  | Lomaiviti      | Orientale   |
| FJ-07  | Macuata        | Nord        |
| FJ-08  | Nadroga-Navosa | Occidentale |
| FJ-09  | Naitasiri      | Centrale    |
| FJ-10  | Namosi         | Centrale    |
| FJ-11  | Ra             | Occidentale |
| FJ-12  | Rewa           | Centrale    |
| FJ-13  | Serua          | Centrale    |
| FJ-14  | Tailevu        | Centrale    |